# UFC 192
UFC 192: Cormier vs. Gustafsson è stato un evento di arti marziali miste tenuto dalla Ultimate Fighting Championship svolto il 3 ottobre 2015 al Toyota Center di Houston, Stati Uniti.

## Retroscena
Questo è stato il quarto evento, organizzato dalla UFC, a Houston e il primo dall'evento UFC 166 del 2013.
Nel main event della card si sfidarono, in un match valido per il titolo dei pesi mediomassimi UFC, il campione in carica Daniel Cormier e il contendente numero due Alexander Gustafsson. Inizialmente, l'incontro doveva svolgersi per l'evento UFC 191; tuttavia, venne spostato a causa di un infortunio al ginocchio subito dal campione.
Leslie Smith avrebbe dovuto affrontare Raquel Pennington. Tuttavia, la Smith venne rimosso dalla card per via di un infortunio, mentre la Pennington venne spostata in un evento futuro.
Anthony Hamilton doveva vedersela con Derrick Lewis, ma venne in seguito sostituito da Viktor Pesta.
Johny Hendricks avrebbe dovuto affrontare Tyron Woodley nel co-main event della serata. Tuttavia, Hendricks venne rimosso dall'incontro il giorno della verifica del peso a causa di calcoli renali e di un blocco intestinale causato dall'eccessivo taglio del peso.
Francisco Trevino superò il limite massimo della sua categoria, andando a pesare 72,57 kg. Gli venne concesso ulteriore tempo per poter perdere peso, ma Trevino non tentò un altro tentativo; quindi venne penalizzato con la detrazione del 20% del suo stipendio.
Il 15 ottobre, venne annunciato che Trevino era stato trovato positivo alla marijuana nel test anti-doping effettuato dopo il combattimento. In tale caso il lottatore rischia la sospensione momentanea della durata di un anno ma con la possibilità di combattere se non infrangerà nessun'altra regola, oppure la sospensione completa sempre dalla durata di un anno senza possibilità di combattere. Inoltre ricevette una multa di 5.000 dollari.

## Risultati
|                                                   | Divisione              |                    |                 |                      | Metodo                                            | Round           | Tempo           | Premio          |
| Card Principale                                   | Card Principale        | Card Principale    | Card Principale | Card Principale      | Card Principale                                   | Card Principale | Card Principale | Card Principale |
| ------------------------------------------------- | ---------------------- | ------------------ | --------------- | -------------------- | ------------------------------------------------- | --------------- | --------------- | --------------- |
| Sfida valida per il titolo di campione indiscusso | Pesi Mediomassimi      | Daniel Cormier (c) | batte           | Alexander Gustafsson | Decisione non unanime (48-47, 47-48, 49-46)       | 5               | 5:00            | FOTN            |
|                                                   | Pesi Mediomassimi      | Ryan Bader         | batte           | Rashad Evans         | Decisione unanime (30-27, 30-27, 30-27)           | 3               | 5:00            |                 |
|                                                   | Pesi Massimi           | Ruslan Magomedov   | batte           | Shawn Jordan         | Decisione unanime (30-27, 29-28, 30-27)           | 3               | 5:00            |                 |
|                                                   | Pesi Mosca             | Joseph Benavidez   | batte           | Ali Bagautinov       | Decisione unanime (30-27, 29-28, 30-27)           | 3               | 5:00            |                 |
|                                                   | Pesi Gallo (F)         | Julianna Peña      | batte           | Jessica Eye          | Decisione unanime (29-27, 29-27, 29-27)           | 3               | 5:00            |                 |
| Card Preliminare                                  |                        |                    |                 |                      |                                                   |                 |                 |                 |
|                                                   | Pesi Piuma             | Yair Rodríguez     | batte           | Dan Hooker           | Decisione unanime (30-27, 30-27, 30-26)           | 3               | 5:00            |                 |
|                                                   | Pesi Welter            | Albert Tumenov     | batte           | Alan Jouban          | KO Tecnico (calcio in testa e pugni)              | 1               | 2:55            | POTN            |
|                                                   | Pesi Leggeri           | Adriano Martins    | batte           | Islam Machačev       | KO (pugno)                                        | 1               | 1:46            | POTN            |
|                                                   | Pesi Paglia (F)        | Rose Namajunas     | batte           | Angela Hill          | Sottomissione tecnica (standing rear-naked choke) | 1               | 2:47            |                 |
|                                                   | Catchweight (72,57 kg) | Sage Northcutt     | batte           | Francisco Trevino    | KO Tecnico (gomitate e pugni)                     | 1               | 0:57            |                 |
|                                                   | Pesi Mosca             | Sergio Pettis      | batte           | Chris Cariaso        | Decisione unanime (29-27, 29-27, 29-28)           | 3               | 5:00            |                 |
|                                                   | Pesi Massimi           | Derrick Lewis      | batte           | Viktor Pesta         | KO Tecnico (pugni)                                | 3               | 1:15            |                 |

- Jessica Eye venne penalizzata, nel secondo round, con la detrazione di 1 punto per aver colpito con una ginocchiata la testa della sua avversaria mentre si trovava al tappeto.

## Premi
I lottatori premiati ricevevano un bonus di 50.000 dollari.
Legenda:
- FOTN: Fight of the Night (vengono premiati entrambi gli atleti per il miglior incontro dell'evento)
- POTN: Performance of the Night (viene premiato il vincitore per la migliore performance dell'evento)

## Incontri annullati
|  | Divisione      |                  |        |                   | Motivo                                                        |
|  | -------------- | ---------------- | ------ | ----------------- | ------------------------------------------------------------- |
|  | Pesi Gallo (F) | Leslie Smith     | contro | Raquel Pennington | La Smith subì un infortunio                                   |
|  | Pesi Massimi   | Anthony Hamilton | contro | Derrick Lewis     | Hamilton subì un infortunio                                   |
|  | Pesi Welter    | Johny Hendricks  | contro | Tyron Woodley     | Hendricks soffrì di calcoli renali e di un blocco intestinale |